# Воробейка

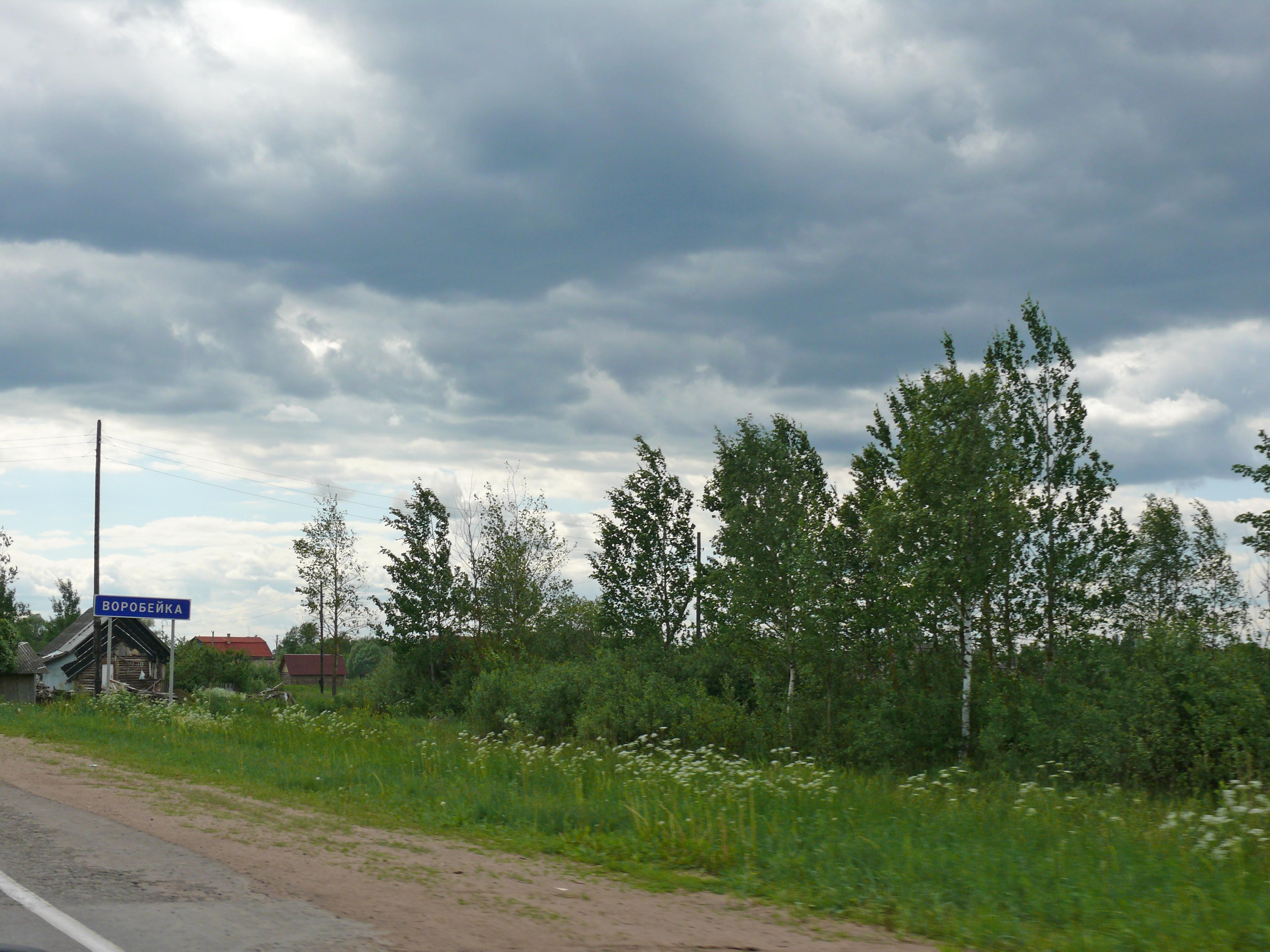
Въезд в деревню со стороны Великого Новгорода

Воробе́йка — деревня в Новгородском муниципальном районе Новгородской области, относится к Борковскому сельскому поселению.
Расположена на небольшой речке Нёгоше (приток Веряжи), в 11 км к юго-западу от Великого Новгорода. Ближайший населённый пункт — деревня Пролетарка.
Через Воробейку проходит автодорога А116 Великий Новгород — Шимск.

## История
Деревня впервые упоминается в писцовых книгах XVI—XVII веков. В то время называлась Воробышко и состояла всего из двух дворов. К 1629 году пришла в запустение, но впоследствии вновь возродилась. В 1907 году в деревне проживало уже 109 человек и имелось 20 жилых строений. Недалеко от Воробейки стояла помещичья усадьба В. А. Адамовича.
В 1930-х годах деревня входила в совхоз «Заверяжские покосы». В 1980-е годы — в опытное хозяйство «Заря».
Во время Великой Отечественной войны в районе Воробейки в тяжёлых боях участвовала 50-я отдельная стрелковая бригада 59-й армии. В 1944 году в районе деревни Южная группа советских войск под командованием Т. А. Свиклина развила наступление и, несмотря на хорошо организованную оборону, перерезала железную и автодорогу Новгород — Шимск и развила наступление в западном направлении.